# Hybomitra cyanops
Hybomitra cyanops är en tvåvingeart som först beskrevs av Brauer 1880.  Hybomitra cyanops ingår i släktet Hybomitra och familjen bromsar.
Artens utbredningsområde är Syrien. Inga underarter finns listade i Catalogue of Life.